# Élodie Yung
Élodie Yung (Parijs, 22 februari 1981) is een Franse actrice.
Yung is de dochter van een Franse moeder en een Cambodjaanse vader die vanwege het Rode Khmerregime in 1975 naar Frankrijk was gevlucht. In 2002 studeerde ze af aan de Acting International School. Tevens beoefende ze tien jaar lang karate. Zij is onder meer bekend door haar rol van Laura Maurier in de tv-politieserie Les Bleus, premiers pas dans la police (2006-2010) en als Elektra Natchios in de Netflix-series Marvel's Daredevil en The Defenders.